# 南杣山村
南杣山村（みなみそまやまむら）は福井県南条郡にあった村。現在の南越前町の北部、北陸本線湯尾駅・南条駅間の東西に長く広がる区域にあたる。

## 地理
- 山岳 ： ホノケ山、四瀬山、山王山、千石谷山、杣山
- 河川 ： 日野川

## 歴史
- 1889年（明治22年）4月1日 - 町村制の施行により、新河原村、鯖波村、上別所村、奥野々村、阿久和村及び中小屋村の区域をもって、南杣山村が発足する。
- 1954年（昭和29年）1月1日 - 南日野村、北杣山村及び南杣山村が合併して、南条村が発足する。

## 交通

### 鉄道路線
旧村域を日本国有鉄道の北陸本線が通過するが、駅は所在しなかった。

### 道路
- 北陸道（現・国道365号）

現在は旧村域を北陸自動車道が通過するが、当時は未開通。